# Марічка (ансамбль)
Народний вокальний ансамбль "Марічка" — аматорський жіночий народний вокальний колектив.

## Історія ансамблю "Марічка"
Ансамбль створений в Чернівцях у 1960 році буковинським композитором Степаном Сабадашем. Чернівецький народний вокальний колектив названий на честь популярної пісні буковинця Михайла Ткача "Марічка".
Саме пісня «Марічка» стала візиткою колективу, а її мелодія й нині лунає щодня о 12:00 год з міської Ратуші.  
Вокальний ансамбль "Марічка" неодноразово завойовував звання народного і має багато прихильників не лише на Буковині, а й за межами України серед поціновувавчів української народної пісні.  [Архівовано 26 вересня 2017 у Wayback Machine.]
С. Сабадаш докладав усіх зусиль для того, щоб цей колектив став зразковим співочим колективом Буковини. Оригінальна манера виконання, висока виконавська культура — це ті характерні риси, які вирізняють самодіяльний аматорський вокальний ансамбль «Марічка» з-поміж естрадних колективів.  Ансамбль «Марічка» уособлює у собі всю красу і привабливість буковинської землі та пісні. Без сумніву, він став візитівкою Буковини.
Народний аматорський вокальний ансамбль «Марічка» — лауреат багатьох конкурсів художньої самодіяльності: 1962, 1965, 1967, 1970, 1979 років. Учасник концертів на ВДНГ: 1964 р., 1980 р. (Київ). Ансамбль 70-80-х рр. ХХ ст. був одним із найулюбленіших і найпопулярніших самодіяльних колективів області. Популярність гурту сягнула навіть Польщі та Румунії . 
У 1982 році ансамбль «Марічка» став переможцем  телевізійного вокального  конкурсу «Від серця до серця». На Чернівецькому обласному телебаченні навіть було знято про співочих дівчат фільм «Співає ансамбль «Марічка», який транслювався на той час на республіканському телебаченні в рамках телепередачі «Народні таланти». За значні досягнення колективу у 1983 р. вперше було присвоєно звання «народний».
У 2008 році в черговий раз підтвердила це високе звання. Протягом своєї діяльності колектив активно співпрацював з видатними поетами: Анатолієм Драгомирецьким, Михайлом Ткачем; композиторами: Степаном Сабадашем, Левком Дутківським, Павлом Дворським, Леонідом Затуловським. Добре знайомим з гуртом був Назарій Яремчук, якому доводилось часто виступати з аматорами у спільних концертах. Приємно, що впродовж багатьох років ансамбль зберігає не тільки творче обличчя, а й вносить самобутні риси у сьогоднішню манеру пісень. 
У концертному репертуарі на сьогоднішній час ансамбль, нараховує понад 40 творів, в основі яких є українські народні пісні в обробці українських композиторів і пісні сучасних авторів, виконуються під супровід інструментального ансамблю, оркестру, фонограм, а також акапельно. І саме в них слухачі, любителі вокального мистецтва, мають змогу відчути щирість і глибину кожного музичного твору.  [Архівовано 21 лютого 2018 у Wayback Machine.] 

## "Марічка" сьогодні
Минав час, змінювався склад ансамблю, його керівників. В різні роки керували колективом відомі хормейстери: Степан Сабадаш (1960-1977 рр.), Валерій Громцев, Володимир Шабашевич (1977-1991 рр.), Тетяна Платон (1991-1998 рр.), Олена Кузнєцова (1998-2004 рр.), Любомир Равлюк (2004- рр.).
Нині народним вокальним ансамблем «Марічка» під керівництвом співака і композитора, лауреата  Всеукраїнських фестивалів, та конкурсів, літературно-митсецької премії імені Марка Черемшини та Сидора Воробкевича, член Національної Ліги композиторів України, Всеукраїнської музичної спілки, викладач Любомир Равлюк, твори  та обробки його часто виконує ансамбль.
Равлюк Любомир Романович, діючий керівник ансамблю, всіляко сприяє розвитку . Щороку ансамбль проводить звітній концерт, куди може прийти кожен бажаючий.